# Membrilla
 (mai 2013).
Améliorez-le ou discutez des points à vérifier. 
 (mai 2013).
Si vous disposez d'ouvrages ou d'articles de référence ou si vous connaissez des sites web de qualité traitant du thème abordé ici, merci de compléter l'article en donnant les références utiles à sa vérifiabilité et en les liant à la section « Notes et références ».
Membrilla est une commune d'Espagne de la province de Ciudad Real dans la communauté autonome de Castille-La Manche. La commune est connue comme la capitale du melon. Son activité est essentiellement agricole (vigne, oliviers, céréales mais également le safran très réputé dans la région).

## Histoire

### Les débuts
L'absence de restes ou de documentation empêche de fixer une date exacte concernant l'installation de peuples et de cultures à Membrilla. Cachées parfois lors de l'Âge des Métaux apparaissent dans la Péninsule Ibérique les premières incursions phéniciennes et grecques. Ces derniers ont décrit la vie des peuples ibériques, mais on n’a pas trouvé de références directes au sujet de notre population, bien que si à propos du mode de vie des peuples qui habitaient les terres environnantes.
La tradition décrit Membrilla comme une colonie commerciale grecque.
D'un autre côté, il ne faut pas oublier l'action de rendre inaliénable le nom de Marmaria avec les tombeaux funéraires, ce qui nous ramènerait à nouveau à la Motilla de l'Aubépine comme origine de la population. La découverte de restes de céramiques, de monnaies et d'autres éléments confirment l'installation de Romains sur nos terres. Selon Inocente Hervás, n’est pas à exclure que Membrilla était l’antique Marimana citée dans l'Anonyme de Ravenne. Les historiens ne se sont pas encore mis d’accord pour déterminer où étaient réellement les installations de Laminium ou le Caput Fluminis Anae.
Il faut noter également quelques restes archéologiques retrouvés qui témoignent de la présence de Wisigoths sur nos terres.

### Le Moyen Âge
On ne sait presque rien du VIIIe siècle (Haut Moyen Âge) si ce n'est que les environs de Membrilla subirent la conquête musulmane au début du siècle lors son passage vers Tolède et le nord de l'Espagne. Dans la Mancha s'établirent principalement les Berbères, tribus d'Afrique du Nord particulièrement violentes et pillardes.
Au Bas Moyen Âge, le monde arabe se désagrège en différents royaumes (Taïfas), Membrilla appartient alors au Taïfa de Tolède. La construction du château du Tocón sur la colline de l'Espino joue un rôle important au cours de ces années de constantes luttes entre chrétiens et arabes dans la zone de la Mancha. Les troupes chrétiennes prennent Membrilla, mais elle est reconquise par les Arabes plusieurs fois. La bataille de Las Navas de Tolosa en 1212, au cours de laquelle Alphonse VIII de Castille bat les Almohades commandés par le calife Muhammad An-Nasir, entraîne la reconquête définitive de ces territoires. En cette même année, les Maures sont expulsés du château du Tocón le 29 juin, donnant lieu à de nombreuses traditions et légendes.
En 1243, Ferdinand III de Castille confirme que la ville appartient au patrimoine de l’Ordre de Saint Jacques (Orden de Santiago).
Au milieu du siècle, Membrilla possède une population comparable à celle de l’ancien village wisigoth, la population et l'économie continuent à croître pendant le XIVe siècle, transformant Membrilla en un des établissements les plus prospères de l’Ordre de Saint Jacques, la plus importante dans la Mancha au cours du XVe siècle.
Membrilla soutient Isabelle la Catholique lors de ses luttes pour le trône face à Jeanne La Beltraneja. Une fois reine, Isabelle se rend souvent à Membrilla lors de ses déplacements vers l’Andalousie. En 1504, après son décès, sa dépouille passe par Membrilla.

### Âge moderne
Molina Chamizo nous offre un portrait de Membrilla durant ces années-là : "Au début de l'Âge Moderne, nous nous trouvons face à une ville économiquement prospère, bien peuplée. Quelques familles de la noblesse moyenne commencent à y installer leurs maisons."
Cette situation de prospérité économique à Membrilla perdure jusqu’à la fin du XVIe siècle, lorsque se produit en 1610 l'expulsion des Moriques dans le Partido de Montiel, commençant ainsi un processus de stagnation. La situation économique s'améliore à la fin du XVIIIe siècle, mais Membrilla ne retrouve pas sa prospérité antérieure.
Les Relations Topographiques de Philippe II nous offrent aujourd’hui le principal témoignage concernant Membrilla à la fin du XVIe siècle. Y apparaît une ville appelée La Membrilla, d’environ mille habitants, deux cents d’entre eux étant morisques, mais également la description d'une terre sèche et aride, où vivent des loups, des renards, des lièvres et des perdrix et où abondent le ciste, le romarin et le genêt. Les grands jardins sont arrosés grâce aux norias des puits et l’on remarque la production de coing et de pommes.
Le commerce se concentre autour du pain et du vin mais aussi du bétail.
Le Conseil de Membrilla dispose de deux maires ordinaires et d'un policier, de huit conseillers municipaux perpétuels, d'un procureur de causes et d'un procureur général ainsi que d'un greffier. Extra-muros se trouve le château, abandonné et ruiné, et l'ermitage avec une représentation de la Vierge vénérée lors d’une procession en mai à la paroisse de Saint Jacques le Vieux pour célébrer ses fêtes : les fiançailles de Notre Dame. Philippe IV visite le village en 1624. En 1731, l'infant Charles, le futur Charles III passe par Membrilla, mais la visite la plus bénéfique sera celle du florentin Cosme III de Médicis en 1668 qui nous a fourni le document graphique le plus ancien représentant Membrilla, une aquarelle réalisée par son accompagnateur Pierre Marie Baldi.
Entre 1713 et 1719 une nouvelle église est construite ainsi que la place aux portiques qui lui sert d'atrium, de même que l'auberge et un certain nombre de maisons de paysans des environs venus s’installer à Membrilla près du sanctuaire de la Vierge.

### La guerre d'indépendance
À la fin du siècle, le village de San Carlos del Valle devient indépendant, contre la volontéi des habitants de Membrilla, tant pour des raisons économiques que sentimentales.
La guerre d'indépendance est l'un des épisodes les plus tragiques de l'histoire de Membrilla. Après le soulèvement populaire du 2 mai 1808 contre l'occupation par les troupes de Napoléon, la Mancha plonge, comme le reste de l'Espagne, dans une véritable guerre contre les Français. À Membrilla une assemblée locale de défense se constitue. Les habitants participent aux affrontements qui ont lieu à Valdepeñas contre les troupes du général français Antoine Alexandre Julienne. Ils aident Manzanares dans son assaut contre l'hôpital français.
Après la défaite de Bailén, il ne reste plus de Français à Membrilla et la contribution du village au conflit se limite à l'apport de munitions et de jeunes recrues dans les rangs de l'armée.
Cependant, à la fin de l'année 1808, la nouvelle entrée des troupes françaises en Espagne change la donne du combat et les batailles refont surface. Membrilla souffre de nombreuses saisies de biens pour des raisons militaires. Au printemps 1809, la Mancha est à nouveau sous la domination française, le général Horace Sébastiani y établissant son état-major. De plus, le couvent des Trinitaires est réquisitionné sur les ordres de Joseph Bonaparte. Après être passé à plusieurs reprises aux mains des Espagnols et des Français, Membrilla est libre de l'occupation napoléonienne en 1813.
La ville de Membrilla jure la nouvelle Constitution de 1812 adoptée par les Cortes de Cadix. En 1820, durant le Trienio Constitucional, dernière période libérale du règne de Ferdinand VII, se produit la suppression définitive du couvent des Trinitaires.

### LeXXesiècle
Entre les années 1915-1920 apparaissent à Membrilla les premiers groupes syndicalistes liés à l'évolution de la CNT. La dictature de Miguel Primo de Rivera entraîne la fermeture du syndicat et l'école en 1923). Ils resteront fermés jusqu'en 1931, année de la proclamation de la Seconde République espagnole.
Durant la période de la restauration et de la dictature franquiste, le caciquisme perdure à Membrilla.

## Démographie
| 1991  | 1996  | 2001  | 2004  |
| ----- | ----- | ----- | ----- |
| 6 605 | 6 642 | 6 624 | 6 516 |

### Jumelage
- Mirebeau (France). Mirebeau est une petite commune française de 2 250 habitants environ, située dans le département de la Vienne et la région Poitou-Charentes. Des échanges ont lieu chaque année au mois d'avril entre les élèves du lycée Marmaria de Membrilla qui apprennent le français et des collégiens de Mirebeau. En août, ce sont les adultes et leurs enfants qui peuvent profiter de ces échanges entre les deux communes.

## Administration
| Période                                  | Période | Identité | Étiquette | Qualité |
| ---------------------------------------- | ------- | -------- | --------- | ------- |
|                                          |         |          |           |         |
| Les données manquantes sont à compléter. |         |          |           |         |

## Économie
L'économie de Membrilla est principalement basée sur le secteur primaire, la ville est surnommée la capitale du melon, sur la culture des céréales et de la vigne ainsi que sur l'élevage, surtout de brebis et d’agneaux.
Dans le secteur tertiaire, il faut remarquer la présence de petits commerces familiaux.
Le secteur secondaire à Membrilla n’est que très peu représenté bien que l’on puisse trouver depuis quelque temps des petites industries.

## Sports
Les écoles sportives sont des sections du conseil des sports de la mairie, utilisées par des jeunes de moins de 16 ans. La plupart des habitants de Membrilla peuvent pratiquer les sports disponibles détaillés ci-dessous.
De plus, on peut pratiquer d'autres sports qui n'appartiennent pas aux écoles sportives, mais qui ont leur propre club, mais uniquement pour des personnes ayant plus de 16 ans. Les sports qui sont pratiqués à Membrilla sont:
- Athlétisme.

C'est un sport très demandé, beaucoup de jeunes en font à plusieurs niveaux. Pas mal d'athlètes de Membrilla ont participé à différentes compétitions comme le championnat d’Espagne, obtenant de bons résultats. Il existe différentes spécialités, comme le lancement de poids, le lancement de marteau et de javelot, le saut en longueur et en hauteur, la vitesse, la course de fond...
Il y a autant de garçons que de filles inscrits.
- Aérobic

Sport pratiqué par de nombreuses personnes de différents âges, bien que le plus souvent adultes voire des personnes âgées qui s’inscrivent afin de maintenir leur condition physique.
- Basket-ball

Il y a deux équipes, l'une masculine et l’autre féminine, de différentes catégories. Ces équipes participent à des compétitions de niveau régional. Ce sport est pratiqué par beaucoup de personnes.
- Cyclisme

C'est un sport pratiqué à Membrilla. Il y a deux clubs qui se chargent de l'organisation de ce sport, le club cycliste Membrilla et le Membribike pour le VTT.
- Football

le Club de Football du Membrilla est composé de deux équipes : le C.F. Jeunesse de Membrilla et le C.F. Membrilla.
Les deux équipes jouent au niveau régional. Le C.F jeunesse est l’équipe junior du C.F. Membrilla, ce dernier joue en 1re Autonomica depuis quelques années.
- Tennis

Le tennis est un sport important à Membrilla. Le club compte 100 élèves et 4 moniteurs. Aujourd’hui, approximativement 15 élèves participent aux compétitions. L’école a beaucoup de prestige au sein de la région car l’un de ses élèves appartient à la Miami Children’s Champion du Monde et plusieurs joueurs sont champions régionaux.
- Pétanque

Le club de sport de pétanque rencontre un franc succès chez les personnes âgées. Le nombre de pratiquants est élevé, environ 50 personnes.
- Tennis de table

Le tennis de table est un sport peu pratiqué à Membrilla, pas plus de 20/30 inscrits, mais le club peut se vanter d’un exploit puisqu'un de ses membres est numéro 5 espagnol à seulement 11 ans. Les installations ne sont pas nombreuses et cela empêche le développement de ce sport.
- Taekwondo

C'est l’unique art martial pratiqué à Membrilla. Le club participe aux Championnats régionaux contre avec des gens des différentes régions de Castilla-La Mancha.
- Volley-ball

Ce sport est uniquement pratiqué par des filles à Membrilla. Même si le nombre de joueuses a diminué ces dernières années, les résultats obtenus sont meilleurs, parce que les filles ont réussi à se qualifier pour la phase finale régionale dans la catégorie junior (2010-2011). L’équipe junior est formée par filles de différents âges (10, 11, 12 ans) et il existe deux équipes débutantes qui jouent au niveau district.

## Culture

### Musiques et danses
La musique à Membrilla est fondamentale. Il existe deux groupes musicaux différents; la Banda de Música Virgen del Espino (BMVE) et l’Association Maestro Emilio Cano (AMMEC), un groupe de musique pop-rock, Sheridan, le chœur Batistini, des Rondallas, la Tuna…
De nombreux jeunes sont inscrits à l’école de musique.
En septembre 2001 a été créé un groupe musical jeune s’appelant l’AMMEC (citée ci-dessus) qui, au cours de ses différents concerts, rencontre un franc succès.
Les deux groupes de musique réalisent des concerts et des processions dans différents lieux en Espagne. L’Association Maestro Emilio Cano a fait en 2009 une rencontre avec la fanfare de Mirebeau accueillant différents musiciens. Ils ont été à Prague en mars et avril 2012, ils ont aussi été sélectionnés pour le monde de la musique cette année à Kerkrade 2013.
Plusieurs types de danses sont pratiquées à Membrilla par des personnes de tous âges, tant par les hommes que par les femmes. Les plus pratiquées et typiques sont : les jotas, les sevillanas, les danses manchegas, la danse de salon et la danse du ventre.

### La Jota
Cette danse populaire typique espagnole est dansée en couple. Une de ses particularitées réside dans le contraste entre les brèves périodes de repos, qui durent deux "compas" (temps), suivis de pas sautés très rapides qui exigent une grande agilité de la part des danseurs. Ceux-ci accompagnent la danse avec des castagnettes instrument typique du folklore espagnol.
Danse et musique sont originales du nord de l'Espagne, spécifiquement de l'Aragon, bien qu'elles se soient étendues dans toute la péninsule ibérique. Les couples dansent au son d'une mélodie de rythme joyeuse accompagnée des castagnettes.
À cela se joint une série d'instruments de percussion et de corde, comme des guitares ou des mandolines espagnoles. La chorégraphie varie d'une région à l'autre, même si elle doit respecter la technique du saut, en se concentrant sur le mouvement des bras, des jambes et des pieds, et en étant plus énergique lors des refrains.
Le rythme de la musique, ternaire rapide, est accompagné par les chansons qui reçoivent le nom de compas, formées par quatre vers de octosyllabes.
Ses principaux thèmes sont généralement l'amour et la vie.

### La Seguidilla
Cette danse espagnole est chantée, avec un rythme ternaire et animé, accompagnée de castagnettes, de guitares et de boutille avec clef.
Dans un compas 4/4, elle est distribuée d’habitude dans des strophes de quatre vers alternatifs de cinq et sept syllabes avec assonance dans les paires. Toutes suivies de refrains de trois vers de cinq syllabes pour le premier et le troisième, et de sept pour le deuxième.
De la seguidilla il y a des témoignages prouvant son existence depuis le XVIe siècle, et comme dit Cervantes dans son œuvre “ Don Quijote”, elle était dansée et était chantée à son époque. Dans La Manche elles s'exécutent avec un rythme très rapide, arrangeant sa chorégraphie avec un prélude instrumental et un interlude entre chaque strophe.

## Fêtes et traditions
Membrilla est une ville avec beaucoup de fêtes, la plupart à connotation religieuse.
San Antón: de jour se célèbre le second week-end de l'année. Le samedi, on fait un grand feu et on donne à tout le monde du ¨zurra (vin du crû), un rafraîchissement et un apéritif typique de la région.
Le dimanche après la célébration de l'Eucharistie, on réalise la procession du saint avec le groupe de musique et les voisins de Membrilla avec leurs animaux.
Carnaval: dette fête dure approximativement une semaine, elle commence un jeudi de ¨comadre¨(fin février début mars) et finit le mercredi des Cenrdes. Le jeudi de comadre, on peut voir à Membrilla des masques et les gens se déguisent. Ces masques traversent la ville, pour finir la nuit avec la danse des masques. Ce jour, les marraines invitent leurs filleul(e)s à manger des ¨gachas blancas¨.
Semana Santa : d'est la commémoration des fêtes annuelles chrétiennes de la Passion, de la Mort et de la Résurrection de Jésus de Nazareth, on commémore ses derniers jours, c'est une période d'intense activité liturgique.
San Marcos: le 25 avril est célébré San Marcos, on mange dans un champ le hornazo (une galette avec du saucisson au piment et à l'œuf.
Santiago: le 25 juillet est fêté Santiago, c'est une fête populaire dans le parc de l'Espino. On danse et boit de la ‘’serrana’’ (fait avec du vin rouge, du sucre et de la pêche).
Navidad: la fête commence le 25 décembre et des groupes d’amis se rassemblent dans une maison ou dînent en famille. Le 5 janvier au soir, a lieu la chevauchée des Rois Mages (grand attrait pour les plus jeunes). Le plus souvent, les cadeaux sont distribués le 6 au matin, même si la notoriété du Père Noël devient de plus en plus importante.